# Sintiké

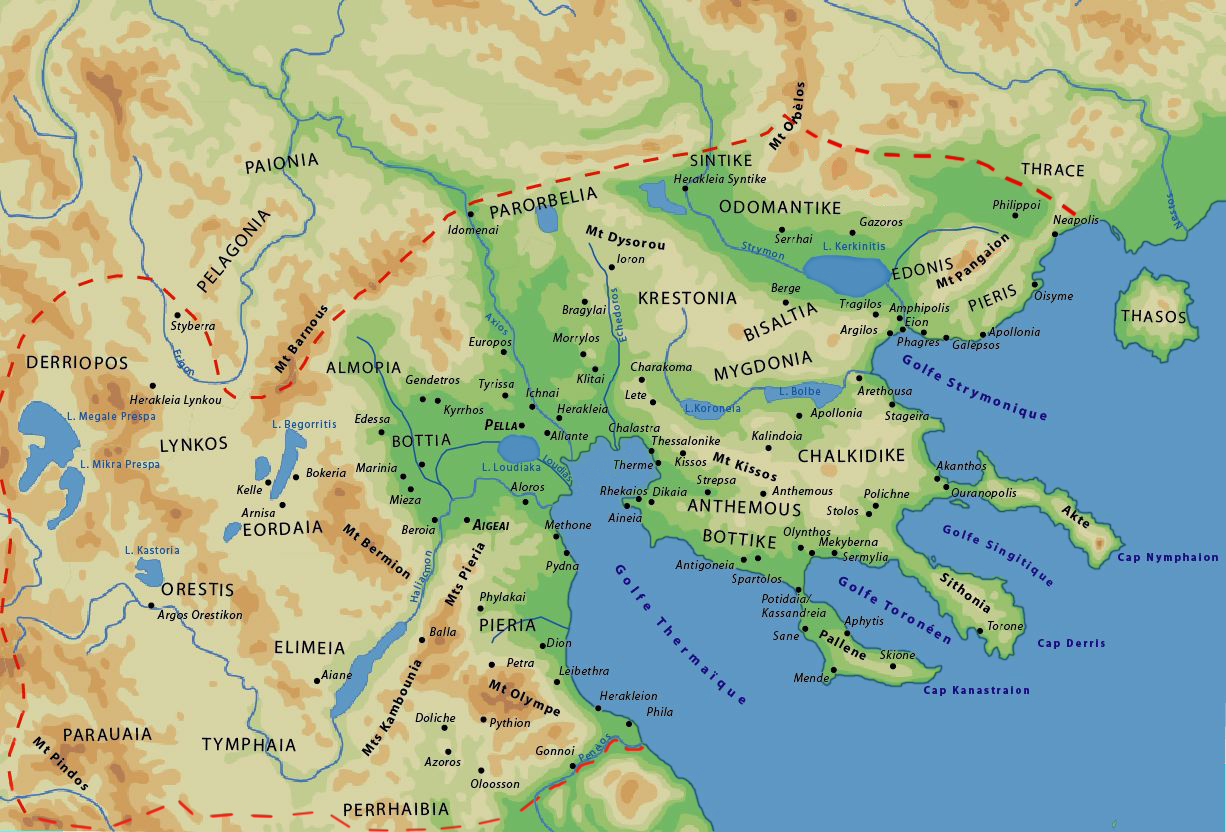
Mapa del reino de Macedonia con la región de Sintiké ubicada en el noreste.

Sintiké, Sintica o Sintike (griego: Σιντική) era una antigua región y más tarde distrito del reino de Macedonia. Estaba situada al norte de Bisaltia y Odomantos hasta el monte Mesapio y al oeste de Crestonia y sur de Peonia hasta el río Estrimón y el monte Órvilos. 
Su nombre deriva de los sintios, una tribu que antiguamente habitaba la región. Más allá, se extendía Medike, en poder de la poderosa tribu tracia de los medos, con la que los macedonios mantenían constantes guerras.
La zona que ocupaba la antigua región está hoy dividida entre Bulgaria (provincia de Blagóevgrad) y Grecia (unidad periférica de Serres).

## Período arcaico - helenístico
La región de Sintiké estuvo habitada en un principio por la tribu de los sintios (en griego: Σίντιοι, Σίντοι). Estrabón los describe como tracios, pero otros historiadores afirman que eran pelasgos, estrechamente emparentados con los habitantes autóctonos de Samotracia. Homero los describe con el adjetivo "agriófonos" (Ἀγριόφωνες, lit. "de habla salvaje").
Había muchas ciudades en Sintiké, de las que conocemos Heraclea Síntica, Paroecópolis, Skotousa, Garesko, Orbelia y Tristolo. La más importante de ellas era Heraclea, que fue construida por Amintas III de Macedonia. El rey macedonio había logrado una gran victoria contra los bárbaros y por ello construyó la ciudad en honor a Heracles, de quien los reyes macedonios reclamaban su descendencia. Fortificó la ciudad con murallas inexpugnables, parte de las cuales se pueden ver hoy en día. En tiempos de la Dinastía antigónida, la ciudad se convirtió en capital del distrito de Sintiké y sede del eparca de Peonia, como menciona el historiador Tito Livio.

## Período romano y posterior
En el año 168 a. C. Perseo, último rey de Macedonia e hijo de Filipo V, mató en Heraclea Síntica a su hermano Demetrio, sucesor en el trono macedonio. Las razones del fratricidio fueron la rivalidad y la influencia prorromana de la víctima, que de pequeño se había criado en Roma. Con la muerte de Demetrio los romanos encontraron una razón para hacer la guerra a los macedonios, comenzando inmediatamente.
Los sintios, los medos y otros pueblos se pusieron del lado de Perseo y combatieron con celo a los romanos. Sin embargo, en la batalla de Pidna (168 a. C.), aún habiendo utilizado fuerzas mercenarias extranjeras al mando de Asclepiodoto de Heraclea, los romanos vencieron y conquistaron el reino de Macedonia.  
El reino se dividió en cuatro estados clientes y Sintiké se incluyó en el primero con Anfípolis como capital, para luego volver a formar parte, junto con el resto de Macedonia, de la correspondiente provincia romana de Macedonia. Hacia el final de la primera guerra mitridática (85 a. C.), el cónsul Lucio Cornelio Sila, a la espera de recibir una respuesta de Mitrídates VI sobre su rendición, dirigió una campaña militar contra ellos y las poblaciones vecinas de los dárdanos y los enecios, devastando sus territorios, como antes habían invadido los territorios romanos de la vecina provincia de Macedonia.
Posteriormente, tras la batalla de Filipos en el 42 a. C., la antigua capital de Sintiké, Heraclea, pasó a ser una "ciudad libre", como menciona Tito Livio. Seguía existiendo en el siglo X, cuando fue mencionada por última vez por Hierocles y Constantino VII Porfirogéneta.